# Mihaela Botnari
Mihaela Botnari (* 24. Oktober 2002) ist eine moldauische Leichtathletin, die im Mittel- und Langstreckenlauf an den Start geht.

## Sportliche Laufbahn
Erste internationale Erfahrungen sammelte Mihaela Botnari im Jahr 2020, als sie bei den U20-Balkan-Hallenmeisterschaften in Istanbul in 4:46,18 min den achten Platz im 1500-Meter-Lauf belegte. Im September belegte sie bei den U20-Balkan-Meisterschaften ebendort in 2:21,42 min den achten Platz über 800 Meter und gelangte mit 4:45,41 min auf Rang zehn über 1500 Meter. Im Jahr darauf belegte sie bei den U20-Balkan-Hallenmeisterschaften in Sofia in 5:02,98 min den vierten Platz über 1500 Meter. 2023 wurde sie bei der 2. Liga der Team-Europameisterschaft im Rahmen der Europaspiele in Chorzów in 2:18,79 min Siebte im B-Rennen im 800-Meter-Lauf und über 1500 Meter gelangte sie mit 4:36,97 min auf Rang 14. Im Jahr darauf belegte sie bei den Balkan-Hallenmeisterschaften in Istanbul in 10:14,75 min den vierten Platz im 3000-Meter-Lauf und 2025 wurde sie bei den Balkan-Hallenmeisterschaften in Belgrad in 4:41,23 min Fünfte über 1500 Meter. Im April landete sie bei den Straßenlauf-Europameisterschaften in Löwen nach 36:16 min auf dem 79. Platz über 10 km. Im Juni vertrat sie Moldau bei der 3. Liga der Team-Europameisterschaft in Maribor über 800 und 1500 Meter, ehe sie bei den Balkan-Meisterschaften in Volos in 2:13,74 min auf den vierten Platz im B-Lauf über 800 Meter gelangte und über 1500 Meter in 4:29,06 min den zehnten Platz belegte. 
In den Jahren 2020 und 2021 wurde Botnari moldaudische Meisterin im 800-Meter-Lauf sowie 2021 und 2023 über 1500 Meter und 2023 auch im 3000-Meter-Lauf. Zudem wurde sie 2023 Landesmeisterin im 10-km-Straßenlauf. Zudem wurde sie 2020 und 2021 sowie 2023 und 2024 Hallenmeisterin über 1500 Meter sowie 2020 auch über 800 Meter und 2023 und 2025 über 3000 Meter.

## Persönliche Bestleistungen
- 800 Meter: 2:13,74 min, 26. Juli 2025 in Volos
  - 800 Meter (Halle): 2:16,13 min, 18. Januar 2025 in Sofia
- 1500 Meter: 4:29,06 min, 27. Juli 2025 in Volos
  - 1500 Meter (Halle): 4:38,91 min, 1. Februar 2025 in Bukarest
- 3000 Meter: 10:14,75 min, 10. Februar 2024 in Istanbul
  - 3000 Meter (Halle): 9:54,36 min, 22. Februar 2025 in Chișinău
- 10-km-Straßenlauf: 36:16 min, 13. April 2025 in Löwen